# Krasnaja Armija Moskwa
Krasnaja Armija Moskwa (ros. Красная Армия Москва) – rosyjski klub hokeja na lodzie juniorów z siedzibą w Moskwie.

## Historia
- CSKA 2 Moskwa (–2009)
- Krasnaja Armija Moskwa (2009-)

Od 2009 drużyna występuje w rozgrywkach juniorskich MHL.
Zespół działa jako stowarzyszony z klubami seniorskimi CSKA Moskwa w KHL oraz ze Zwiezda Moskwa w WHL.
Sponsorem klubu jest Rosnieft.

## Sukcesy
- Pierwsze miejsce w Dywizji Północny Zachód w sezonie zasadniczym MHL: 2011
- Złoty medal MHL /  Puchar Charłamowa: 2011, 2017
- Srebrny medal MHL: 2012, 2014, 2022
- Pierwsze miejsce w Konferencji Zachód w sezonie zasadniczym MHL: 2022
- Pierwsze miejsce w sezonie zasadniczym MHL: 2022
- Pierwsze miejsce w Dywizji Srebrnej (Zachód) w sezonie zasadniczym MHL: 2025

## Szkoleniowcy
- Andriej Parfionow (2009/2010)[6]
- Wiaczesław Bucajew, Jewgienij Namiestnikow (2010/2011)[7]
- Wiaczesław Uwajew (2011/2012)[8]
- Michaił Wasiljew (2013-2016)[9][10][11]
- Boris Mironow (2016/2017)[12]
- Rinat Chasanow, Ramil Sajfullin (2017/2018)[13]
- Albiert Leszczow (2018-2019)[14]
- Aleksandr Lewicki (2019-2021)[15][16]
- Rinat Chasanow (2021-2023)[17]
- Pawieł Baulin (2023-)

Pod koniec września 2017 do sztabu trenerskiego wszedł Nikołaj Pronin. W połowie 2019 nowym głównym trenerem drużyny został Aleksandr Lewicki, a do sztabu weszli Dmitrij Bierszynin, Dmitrij Bykow i Jurij Klucznikow. W połowie 2020 do sztabu wszedł Konstantin Korniejew, a w połowie 2021 jako trener bramkarzy Witalij Jeriemiejew. W połowie 2023 nowym szkoleniowcem został Pawieł Baulin, a do sztabu trenerskiego weszli Aleksandr Prokopjew, Dmitrij Bykow i Ildar Dawydow.